# Su majestad el hambre
Su majestad el Hambre. Cuentos brutales es una colección de cuentos del escritor uruguayo Ernesto Herrera (1889-1917), publicada en 1910, que recoge quince cuentos que el autor publicó en la revista Bohemia: una Revista de Arte y en el periódico El Deber Cívico entre 1908 y 1910. La temática de los cuentos es variada, pero todos tratan algún tipo de padecimiento, o «hambre», que lleva a los personajes hasta sus límites.

## Ediciones
La colección de cuentos fue publicada por primera vez en 1910 por el periódico El Deber Cívico. Tras la muerte del autor, La Bolsa de los Libros, sello editorial uruguayo, publicó en 1931 una segunda edición de la obra, en la que añade otros textos del autor, a saber, «Los temibles. Primera serie» y «Los temibles. Segunda serie», varios poemas, y el cuento «El hijo». Su majestad el Hambre ha sido editada en España por primera vez en 2017 por la editorial universitaria Libros de la Ballena.

## Sinopsis
Su majestad el Hambre se compone de quince cuentos, con argumentos desvinculados entre sí pero unidos por el motivo común del «hambre».

### Vidas paralelas
En sus últimos momentos antes de ser ajusticiado, un terrorista relata su historia comparándose con un perro apaleado. Como el perro, se revuelve y se venga de los que lo han maltratado.

### El pastel
Un ilustre poeta cuenta sus primeros pinitos como poeta novel, cuando debió elegir entre dejar de pasar hambre y la gloria literaria. Acabó vendiendo sus versos a un burgués adinerado para un anuncio de aguas minerales.

### Un infanticidio
El doctor Guerin explica uno de sus casos como juez, en el que una mujer había sido acusada por infanticidio. La mujer había matado a su niño recién nacido por miedo a haber engendrado un canalla como su padre.

### El condenado
Un sacerdote recita sus oraciones a un condenado a muerte, en otro tiempo un buen hombre con una vida satisfactoria, al que las circunstancias arrebataron sistemáticamente todo lo que tenía.

### Un cuento a Mimí
Una Mimí escucha el cuento de otra mujer con su mismo nombre, que amó y abandonó al narrador. Uno de los cuentos en los que Herrera hace más hincapié en el tema de los roles de la mujer.

### Mi vecino don Alejo
Don Alejo, hombre en apariencia cariñoso, dedicado a sus animales, entrega a la policía a un niño que había buscado refugio para pasar la noche en una de las jaulas.

### Racha pesimista
Un joven poeta, enamorado de la vida, mantiene una conversación con un viejo atorrante, de vuelta de la dura realidad. Cuando el poeta se despide, el atorrante le lanza la promesa de que acabará ocupando su lugar.

### La primera carcajada
Gustavo, bromista del grupo, cuenta a sus amigos su gran romance trágico, shakespeariano, que a punto estuvo de hacer que quisiera matarse cuando la mujer de la que estaba enamorado no lo correspondió. Pero justo cuando iba a cometer una barbaridad, arrojó el puñal al suelo y se echó a reír.

### La cena de Juan Guerard
El hambre y la miseria maltratan a Juan Guerard tras abandonar su trabajo hasta hacerlo alucinar con festines sangrientos en los que él es rey. Una noche, dos desconocidos, fijándose en su penoso estado, lo invitan a parte de su cena, pero por la mañana, tras soñar de nuevo con los festines sangrientos, Guerard despierta en una escena de vísceras y sangre. Sonríe mientras lo prenden y se lo llevan a la cárcel.

### El visionario
Herrera se inspira en uno de sus viajes en barco a Europa para narrar la historia de un pasajero misterioso, peligroso, piensan algunos, hasta que el capitán del barco aclara que no es más que un soñador, un poeta.

### Las dos estatuas
Las vidas de un opulento burgués y de un criminal condenado se encuentran cuando a la muerte del primero se erige una estatua en su honor, frente a la que cuelga el cadáver del segundo en el patíbulo.

### El derrumbe
El amor desafortunado de un poeta, bello por dentro pero feo por fuera, y una joven, bella por fuera pero superficial y vacua por dentro.

### El lodazal
Partiendo de su estancia en la cárcel Modelo de Barcelona, Herrera hace inventario de los presos y critica la falta de ambición que los ha llevado a la cárcel en vez de a dirigir empresas o a la política.

### Las dos hermanas
Debido a una situación económica complicada, dos hermanas deben buscarse la vida por su cuenta: una opta por la vía de la virtud y el esfuerzo, y la otra se hace prostituta. Ambas mueren en el hospital, la única diferencia reside en las salas en las que las atienden.

### La madre de mi amigo
Tras pasarse toda la vida buscando a su madre, un día, el amigo del narrador decide aceptar los servicios de una mujer y entrar en un lupanar. La mala suerte quiere que ambos se den cuenta de quién es el otro después de acostarse.

## Temas y estilo
En su obra, Herrera se acerca a temas como el papel de la mujer, las consecuencias de la máquina capitalista en los individuos o las hipocresías arraigadas en las distintas clases y roles sociales, todo ello bajo la clave común del hambre de sus personajes, todos ellos marginados y sobre los que la obra pone el foco.
Herrera escribe con un estilo descarnado, rebosante de ironía, utilizando a sus personajes como herramientas para la idea que quiere transmitir en cada cuento, caricaturizándolos a menudo.

## Actualidad
Su majestad el Hambre es una obra que se sostiene hasta nuestros días debido a su temática de oposición irónica entre lo burgués y lo menesteroso, entre las convenciones y los deseos básicos del ser humano. Su humor está envuelto en un aura de crítica social y de una sensibilidad juvenil que expresan una gran voluntad vital.
En 2017, la ilustradora Ana Dueñas realizó una serie de dibujos inspirados en Su majestad el Hambre que se incluyeron en la edición de ese año por el sello universitario Libros de la Ballena.